# وزیر امور کهنه‌سربازان ایالات متحده آمریکا
وزیر امور کهنه‌سربازان ایالات متحده آمریکا (به انگلیسی: United States Secretary of Veterans Affairs) ریاست وزارت امور کهنه‌سربازان ایالات متحده آمریکا را برعهده دارد. این وزارت بخش مسائلی مانند مزایای جانبازان، مراقبت‌های بهداشتی و یادبودها و گورستان‌های جانبازان ملی را مدیریت می‌کند. وزیر امور کهنه سربازان یکی از اعضای کابینه ایالات متحده آمریکا است و در خط جانشینی ریاست جمهوری ایالات متحده آمریکا نفر شانزدهم برای جانشینی ریاست جمهوری است (این سمت تا زمان اضافه شدن وزارت امنیت میهن در سال ۲۰۰۶ آخرین نفر بود)). تا زمان انتصاب دیوید شالکین در سال ۲۰۱۷، همه منصوبان و منصوبان موقت در این پست از کهنه سربازان ارتش ایالات متحده بودند، اما این شرطی برای پر کردن این پست نیست.
تا زمانی که رئیس‌جمهور کاندیدا شود و سنای ایالات متحده وزیر جدید را تأیید کند، معاون وزیر کهنه سربازان ایالات متحده یا هر شخص دیگری که توسط رئیس‌جمهور تعیین شده به عنوان سرپرست خدمت می‌کند.
وزیر کنونی داگ کالینز است.

## فهرست وزرا
حزب
      کنشگر سیاسی مستقل (۲)
      دموکرات (۲)
      جمهوری‌خواه (۶)
وضعیت
| No. | وزیر      | وزیر                          | وزیر                 | مدت دفتر           | مدت دفتر          | مدت دفتر       | رئیس‌جمهور | رئیس‌جمهور           |
| No. | Portrait  | نام                           | ایالت محل اقامت      | دفتر را تحویل گرفت | ترک دفتر          | طول            | رئیس‌جمهور | رئیس‌جمهور           |
| --- | --------- | ----------------------------- | -------------------- | ------------------ | ----------------- | -------------- | --------- | ------------------- |
| 1   |           | Ed Derwinski                  | ایلینوی              | ۱۵ مارس ۱۹۸۹       | ۲۶ سپتامبر ۱۹۹۲   | ۳ سال، ۱۹۵ روز |           | جرج اچ. دابلیو. بوش |
| –   |           | Anthony Principi[1] Acting    | California           | ۲۶ سپتامبر ۱۹۹۲    | ۲۰ ژانویه ۱۹۹۳    | ۱۱۶ روز        |           | جرج اچ. دابلیو. بوش |
| 2   |           | Jesse Brown                   | Illinois             | ۲۲ ژانویه ۱۹۹۳     | ۱ ژوئیه ۱۹۹۷      | ۴ سال، ۱۶۰ روز |           | بیل کلینتون         |
| –   |           | Hershel W. Gober[2] Acting    | Arkansas             | ۱ ژوئیه ۱۹۹۷       | ۲ ژانویه ۱۹۹۸     | ۱۸۵ روز        |           | بیل کلینتون         |
| 3   |           | Togo D. West Jr.              | District of Columbia | January 2, 1998[3] | May 5, 1998       | ۱۲۳ روز        |           | بیل کلینتون         |
| 3   | ۵ مه ۱۹۹۸ | Togo D. West Jr.              | District of Columbia | ۲۵ ژوئیه ۲۰۰۰      | ۲ سال، ۸۱ روز     |                |           | بیل کلینتون         |
| –   |           | Hershel W. Gober[2] Acting    | Arkansas             | ۲۵ ژوئیه ۲۰۰۰      | ۲۰ ژانویه ۲۰۰۱    | ۱۷۹ روز        |           | بیل کلینتون         |
| 4   |           | Anthony Principi              | California           | ۲۳ ژانویه ۲۰۰۱     | ۲۶ ژانویه ۲۰۰۵    | ۴ سال، ۳ روز   |           | جرج دابلیو. بوش     |
| 5   |           | Jim Nicholson                 | Colorado             | ۲۶ ژانویه ۲۰۰۵     | ۱ اکتبر ۲۰۰۷      | ۲ سال، ۲۴۸ روز |           | جرج دابلیو. بوش     |
| –   |           | Gordon H. Mansfield[4] Acting | Florida              | ۱ اکتبر ۲۰۰۷       | ۲۰ دسامبر ۲۰۰۷    | ۸۰ روز         |           | جرج دابلیو. بوش     |
| 6   |           | James Peake                   | District of Columbia | ۲۰ دسامبر ۲۰۰۷     | ۲۰ ژانویه ۲۰۰۹    | ۱ سال، ۳۱ روز  |           | جرج دابلیو. بوش     |
| ۷   |           | Eric Shinseki                 | Hawaii               | ۲۰ ژانویه ۲۰۰۹     | ۳۰ مه ۲۰۱۴        | ۵ سال، ۱۳۰ روز |           | باراک اوباما        |
| –   |           | Sloan D. Gibson Acting        | Alabama              | ۳۰ مه ۲۰۱۴         | ۳۰ ژوئیه ۲۰۱۴     | ۶۱ روز         |           | باراک اوباما        |
| 8   |           | Bob McDonald                  | Ohio                 | ۳۰ ژوئیه ۲۰۱۴      | ۲۰ ژانویه ۲۰۱۷    | ۲ سال، ۱۷۴ روز |           | باراک اوباما        |
| –   |           | Robert Snyder Acting          | West Virginia        | January 20, 2017   | February 14, 2017 | ۲۵ روز         |           | دونالد ترامپ        |
| ۹   |           | David Shulkin                 | Pennsylvania         | ۱۴ فوریه ۲۰۱۷      | ۲۸ مارس ۲۰۱۸      | ۱ سال، ۴۲ روز  |           | دونالد ترامپ        |
| –   |           | Robert Wilkie Acting          | North Carolina       | ۲۸ مارس ۲۰۱۸       | ۲۹ مه ۲۰۱۸        | ۶۲ روز         |           | دونالد ترامپ        |
| –   |           | Peter O'Rourke Acting         | Virginia             | ۲۹ مه ۲۰۱۸         | ۳۰ ژوئیه ۲۰۱۸     | ۶۲ روز         |           | دونالد ترامپ        |
| 10  |           | Robert Wilkie                 | North Carolina       | ۳۰ ژوئیه ۲۰۱۸      | ۲۰ ژانویه ۲۰۲۱    | ۲ سال، ۱۷۴ روز |           | دونالد ترامپ        |
| –   |           | Dat Tran سرپرست               |                      | ۲۰ ژانویه ۲۰۲۱     | ۹ فوریه ۲۰۲۱      | ۴ سال، ۱۰۴ روز |           | جو بایدن            |
| 11  |           | دنیس مک‌دونا                   | مینه‌سوتا             | ۹ فوریه ۲۰۲۱       | ۲۰ ژانویه ۲۰۲۵    | —              |           | جو بایدن            |

1  Anthony Principi served as Acting Secretary in his capacity as Deputy Secretary of Veterans Affairs ۲۶ سپتامبر ۱۹۹۲ – January 20, 1993.
2  Hershel W. Gober served as Acting Secretary in his capacity as Deputy Secretary of Veterans Affairs ۱ ژوئیه ۱۹۹۷ – January 2, 1998 and July 25, 2000 – January 20, 2001.
3  West served as Acting Secretary from January 2, 1998 to May 5, 1998.
4  Gordon H. Mansfield served as Acting Secretary in his capacity as Deputy Secretary of Veterans Affairs October 1 – December 20, 2007.